# Kyrkkulla gravfält
Kyrkkulla gravfält (RAÄ-nummer Botkyrka 104:1) är ett gravfält från yngre järnåldern som ligger strax norr om Hågelby gård i Botkyrka kommun, Stockholms län.

## Beskrivning
Gravfältet ligger på en kulle intill den gamla Hågelby kyrkvägen (RAÄ-nummer Botkyrka 581) som gick mellan Hågelby och Skrävsta till Botkyrka kyrka, i folkmun kallad "den gamla kyrkvägen", som återfinns på den geometriska jordeboken från år 1636. Därav namnet “Kyrkkulla”. 
Gravhögen består av en stor, trädbeväxt kulle medan stensättningarna är flackare. Totalt finns 20 gravar varav sex högar och 14 runda stensättningar. Kyrkkulla gravfält tillhörde troligen det forntida Hogslaby (Hågelby) och vittnar om att platsen var bebodd och bebyggd sedan järnåldern (500-1050 e.Kr.) När kyrkor började uppföras i trakten begravde man sina döda i sockenkyrkan, i det här fallet i Botkyrka kyrka, som uppfördes i början på 1100-talet.

## Bilder

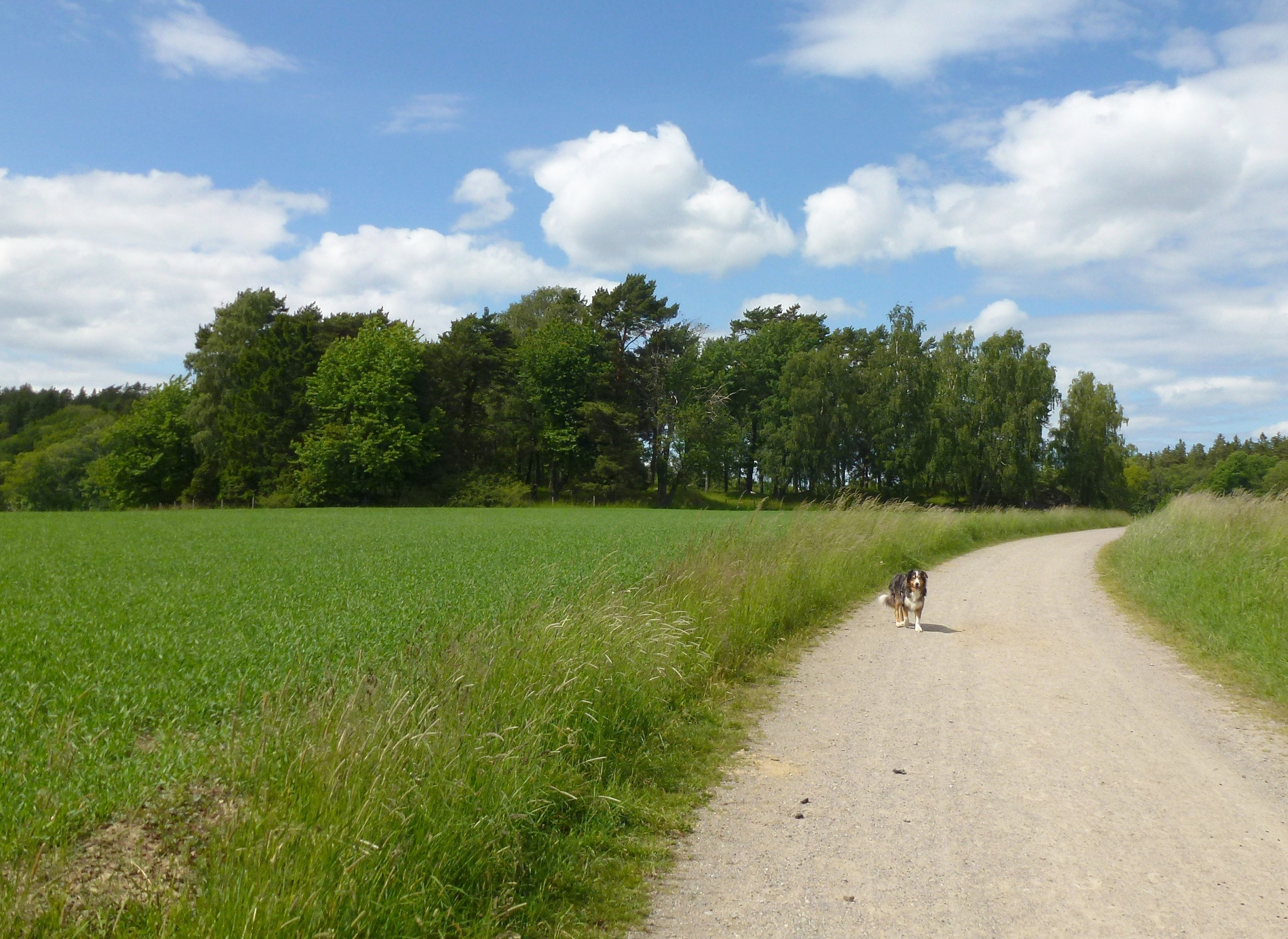
Kullen och kyrkvägen.
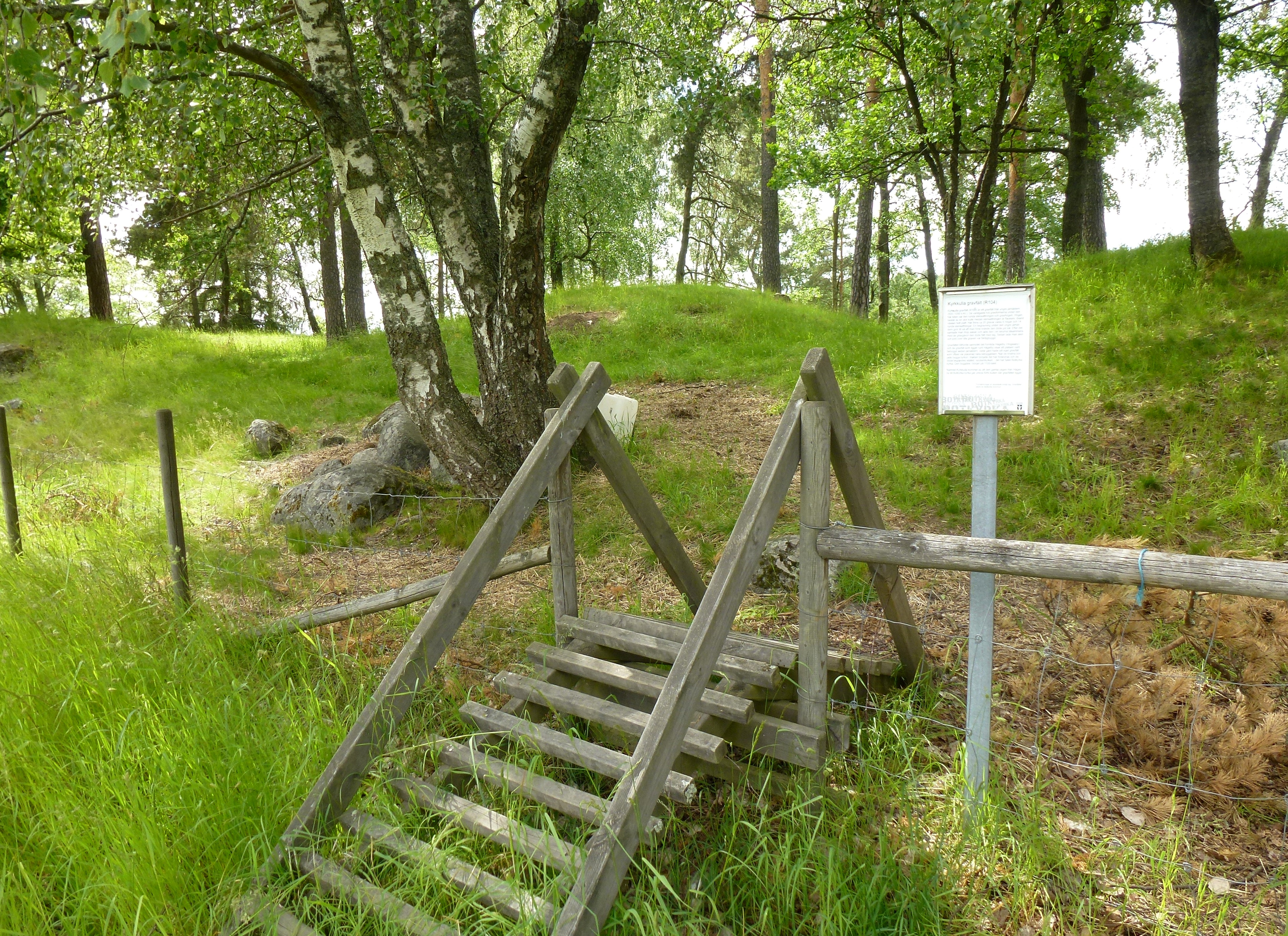
Stättan över inhägnaden.
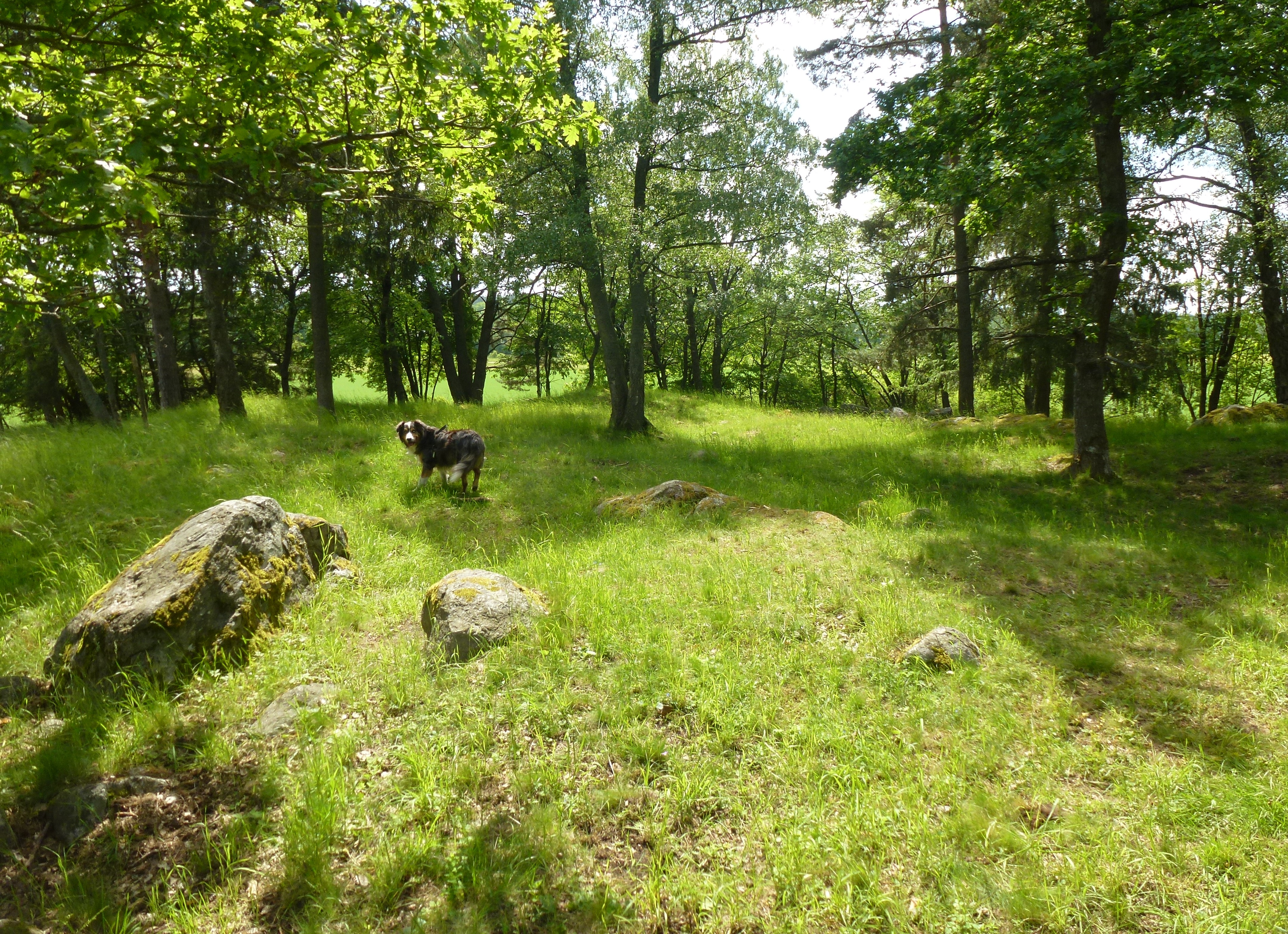
Gravfältet.
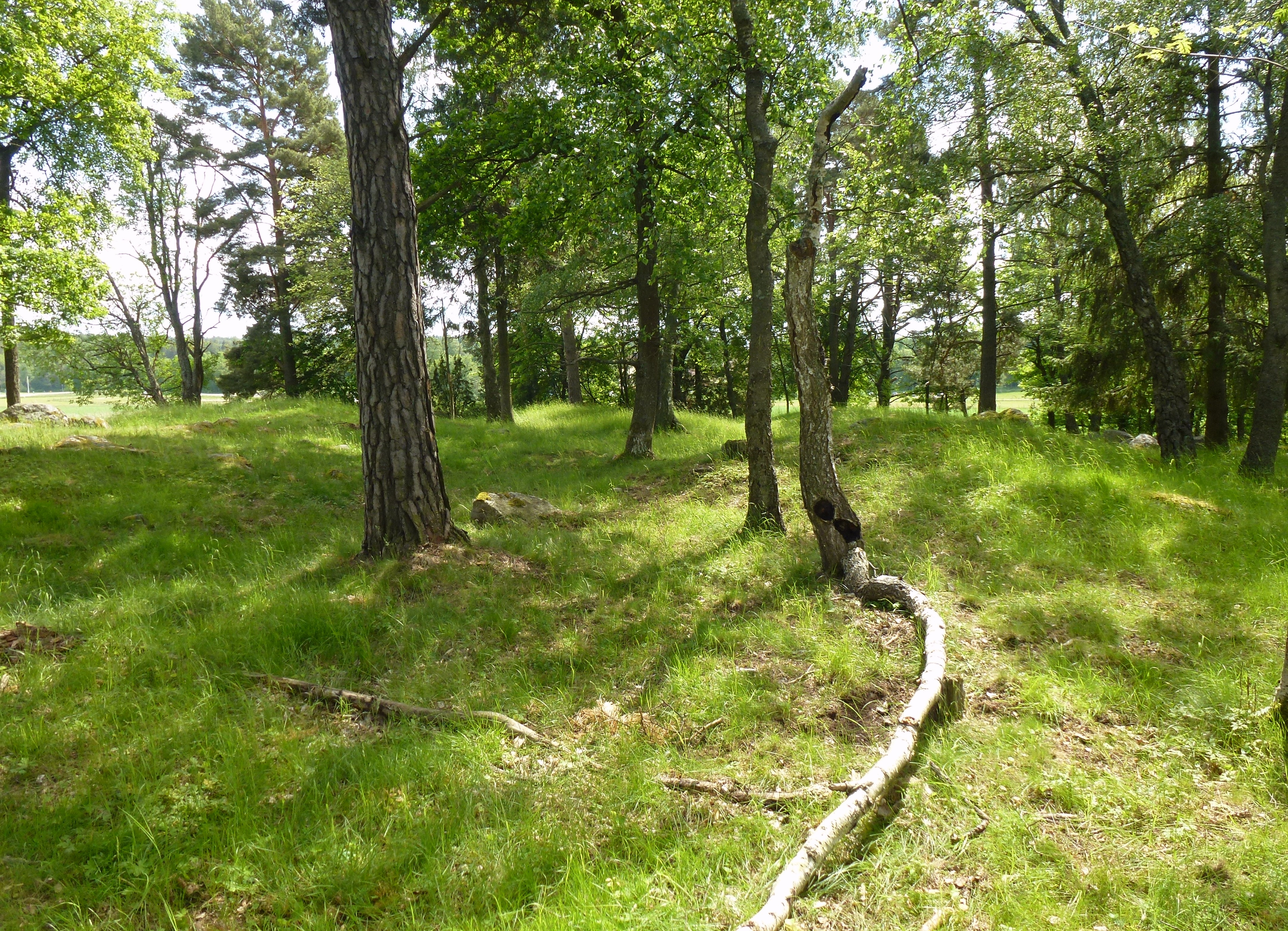
Gravfältet.